# 大山村 (佐賀県)
大山村（おおやまむら）は、佐賀県西松浦郡にあった村。現在の西松浦郡有田町の一部にあたる。

## 地理
有田川の中流に位置していた。

## 歴史
- 1889年（明治22年）4月1日、町村制の施行により、西松浦郡大木村、山谷村が合併して村制施行し、大山村が発足[1][2]。旧村名を継承した大木、山谷の2大字を編成[2]。
- 1955年（昭和30年）4月1日、西松浦郡曲川村と合併し、西有田村を新設し廃止された[1][2]。合併後、西有田村大字大木・山谷となる[2]。

### 地名の由来
合併旧村名の各一文字を組み合わせたもの。

## 地区
- 大字大木
  - 広瀬山・広瀬・立部・大木宿・山本・桑木原[2]
- 大字山谷
  - 西ノ岳・切口・上山谷・下山谷・牧・二ノ瀬[2]

## 産業
- 農業、工業、商業[2]

## 交通

### 鉄道
- 1898年（明治31年）8月、伊万里鉄道（現松浦鉄道西九州線）夫婦石駅開設[2]。